# ارتفاع از سطح زمین

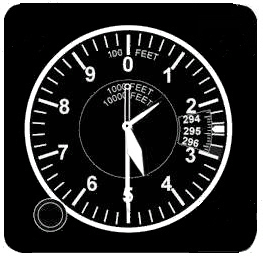
نمایی از ساختار یک‌نوع فرازیاب که میزان ارتفاع از سطح زمین را نمایش می‌دهد.

در هوانوردی، علوم جوی و پخش همگانی، ارتفاع از سطح زمین (به انگلیسی: Height above ground level)، ارتفاعی است که با توجه به سطح زیرین زمین اندازه‌گیری می‌شود. این بر خلاف ارتفاع بالاتر از سطح آب‌های آزاد دریا، ارتفاع بیضی‌وار مرجع، همان‌طور که توسط گیرنده GPS گزارش می‌شود) یا ارتفاع بالاتر از سطح متوسط سرزمین (در مهندسی پخش) است. به عبارت دیگر، این عبارات (AGL, AMSL, HAE, AAT) نشان می‌دهد که "سطح صفر" یا "ارتفاع مرجع" - مبنای عمودی - در کجا قرار دارد.
| مخفف        | مخفف                                   | کاربرد اصلی                    | سطح صفر                  | دستگاه‌های اندازه‌گیری |
| ----------- | -------------------------------------- | ------------------------------ | ------------------------ | -------------------- |
| AGL, HAGL   | H ارتفاع، A بالا، G زمین، L سطح        | هوانوردی، علوم جوی، صدا و سیما | سطح زمین                 | ارتفاع‌سنج راداری     |
| AMSL, HAMSL | H ارتفاع A بالا M میانگین S دریا L سطح | دریایی، فنی، جغرافیا           | میانگین سطح دریا         | ارتفاع‌سنج، فشارسنج   |
| HAE         | H ارتفاع A بالا E بیضی‌وار              | ناوبری، علم                    | مدل سطح ریاضی WGS84      | گیرنده جی‌پی‌اس        |
| AAT, HAAT   | H ارتفاع A بالا A میانگین T سرزمین     | پخش، شبکه‌های تلفن همراه        | میانگین سطح زمین پیرامون |                      |